# San Antonio Albarranes
San Antonio Albarranes är en ort i kommunen Temascaltepec i delstaten Mexiko i Mexiko. Samhället hade 730 invånare vid folkräkningen 2020.